# William Berkeley, Berkeley 1. márkija
William de Berkeley, Berkeley első és utolsó márkija (1426 – 1492. február 14.) angol főnemes és katona volt.

## Élete eleje
A Gloucestershire-i Berkeley kastélyban született William apja James de Berkeley, Berkeley 1. bárója, anyja Lady Isabel de Mowbray volt. Az anyai nagyapja Thomas de Mowbray (1366–1399), Norfolk 1. hercege volt. William jelentős katonai pályát futott be. Calais-ban szolgált Beaufort bíboros kíséretében, amikor 1438-ban lovaggá ütötték. Apja halála után, 1463 novemberében örökölte a Berkeley báróságot. Első házasságát 1466-ban kötötte Elizabeth Westtel, Reynold West, La Warre 6. bárójának lányával. A házasságot 1467. november 20-án felbontották, bár Erzsébet a válás ellen II. Pál pápához fellebbezett. Második felesége Joan Strangways volt, akit 1468 novemberében vett feleségül. A házasságból két gyerek született – Katherine és Sir Thomas Berkeley (1469/70–1475) – de mindkettő gyerekkorában meghalt.

## A Nibley Green-i csata

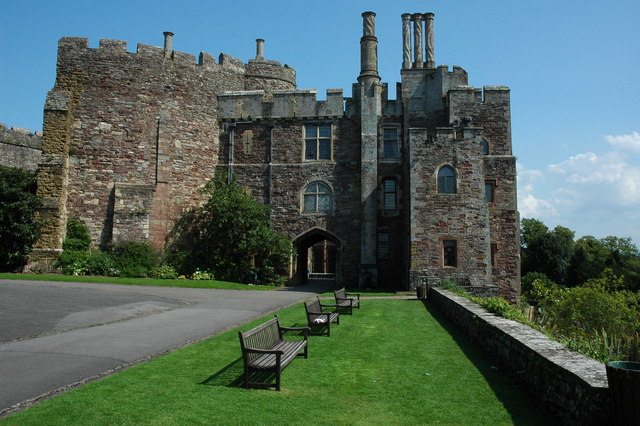
A Berkeley kastély

1470. március 20-án Thomas Talbot, Lisle 2. vikomtja kihívta William  de Berkeley-t, hogy fegyveres küzdelemben rendezzék az 5-6 generációval ezelőtt élt közös ősük, Thomas de Berkeley birtokai – különösen a Berkeley kastély – tulajdonjoga feletti jogvitát. Berkeley a Berkeley kastély helyőrségéből és helyi csapataiból szervezett hadat, amelyet testvére, Maurice Berkeley vezetett. Csatlakoztak hozzá a Dean-erdő bányászai és Philip Mede, Bristol polgármestere (1459, 1462, 1469) is küldött  embereket. Ez jelentős létszámfölényt biztosított Berkeley számára, mintegy 1000 emberével szemben Lisle 300 embere állt. Lisle a rövid felkészülési idő miatt csak gyengén felszerelt helyi jobbágyokat tudott mozgósítani. A csata során Lisle emberei rohamot indítottak a fák közül előtörő Berkeley csapatai ellen, ám Berkeley íjászai szétzilálták a támadást. Egy Dean-erdei íjász, „Fekete Will“, nyílvesszővel Lisle nyitott sisakrostélyán át a halántékán találta el, megölve őt. Lisle serege ezután vezető nélkül szétszóródott. A csata után Berkeley előrenyomult Lisle wotton-under-edge-i birtokára és kifosztotta azt. A Nibley Green-i csata volt az utolsó olyan csata Angliában, amelyet kizárólag hűbéresek magánhadseregei vívtak egymással.

## Anglia egyik nagyura

A Berkeley család címere: vörös mezőben egy ezüst csúcsos pajzsfő, melyet tíz, szétterpesztett szárú ezüst kereszt díszít, hat felül, négy alul

A Bath-rend tagjaként részt vett 1475-ben Eduárd walesi herceg lovaggá avatásán. Anne Mowbray és Richárd, York hercege 1477/8-as házassága után lemondott a Mowbray birtokok egy részének visszaszállási jogáról IV. Eduárd király és férfiági örökösei javára 34 000 font ellenében. 1482/3-ban a Titkos tanács tagja lett. 1483-ban ő és unokatestvére, John Howard felosztották a kihalt Mowbray család jelentős birtokait, nagyon durván a kétharmadát Berkeley örökölte meg. 1481-től az ír Catherlough vikomtja volt, míg ugyanezen év április 21-én megkapta az angliai Berkeley vikomtja címet. Harmadik, Anne Fiennes-szel kötötte 1486 körül kötött házassága is gyerektelen volt. 1483. június 28-án Nottingham grófjává emelik, majd 1485. február 19-én Earl Marshal és Anglia nagy marsallja címet kapott. 1488. január 28-án Berkeley márkijává címet.

## Örökösödés
Öcse, Maurice Berkeley, a fentebb említett Philip Mede lányát, Isabel Mede-et vette feleségül, amit a Berkeley rangon alulinak tartott, emiatt kitagadta. Úgy rendelkezett, hogy a Berkeley báróság alá tartozó kastély, birtokok és joghatóságok VII. Henrik királyra és férfiági örököseire szálljanak, azzal a feltétellel, hogy ha ezek az ágak kihalnak, visszaszállnak az ő törvényes örököseire. Ez 1553-ban, VI. Eduárd halála után következett be, a Berkeley örökség akkor visszakerült a családhoz.
Így William de Berkeley 1492. február 14-én hunyt el Westminsterben, fiú örökös nélkül, ezért az általa viselt nemesi címek kihaltak, míg a Berkeley báróság tovább öröklődött. A bárói cím csak jog szerint (de jure) Maurice-é lett, vagyis jogilag Berkeley bárója volt, de nem rendelkezett a bárósághoz tartozó tényleges birtokokkal. Bár testvére teljesen megfosztotta az örökségtől, haláláig közel ötven birtokot és földet sikerült visszaszereznie, amelyeket bátyja illegálisan idegenített el. A következő, 4., 5. és 6. bárók szintén de jure címet viseltek, míg Henry Berkeley (†1613) 1553-ban ténylegesen 7. báróvá vált.

## Utókor értékelése
A család életrajzírója és intézője, John Smyth of Nibley „a mindent elpazarló” (The Waste-All) melléknévvel illete, ezt a bemutatott élete alapján nem magyarázzuk.

## Fordítás
- Ez a szócikk részben vagy egészben  a   Battle of Nibley Green című angol Wikipédia-szócikk ezen változatának fordításán alapul.  Az eredeti cikk szerkesztőit annak laptörténete sorolja fel. Ez a jelzés csupán a megfogalmazás eredetét és a szerzői jogokat jelzi, nem szolgál a cikkben szereplő információk forrásmegjelöléseként. (2025. január)
- Ez a szócikk részben vagy egészben  a   Baron Berkeley című angol Wikipédia-szócikk ezen változatának fordításán alapul.  Az eredeti cikk szerkesztőit annak laptörténete sorolja fel. Ez a jelzés csupán a megfogalmazás eredetét és a szerzői jogokat jelzi, nem szolgál a cikkben szereplő információk forrásmegjelöléseként. (2025. január)
- Ez a szócikk részben vagy egészben  a   William de Berkeley, 1st Marquess of Berkeley című angol Wikipédia-szócikk ezen változatának fordításán alapul.  Az eredeti cikk szerkesztőit annak laptörténete sorolja fel. Ez a jelzés csupán a megfogalmazás eredetét és a szerzői jogokat jelzi, nem szolgál a cikkben szereplő információk forrásmegjelöléseként. (2025. január)